# Brotfrieden

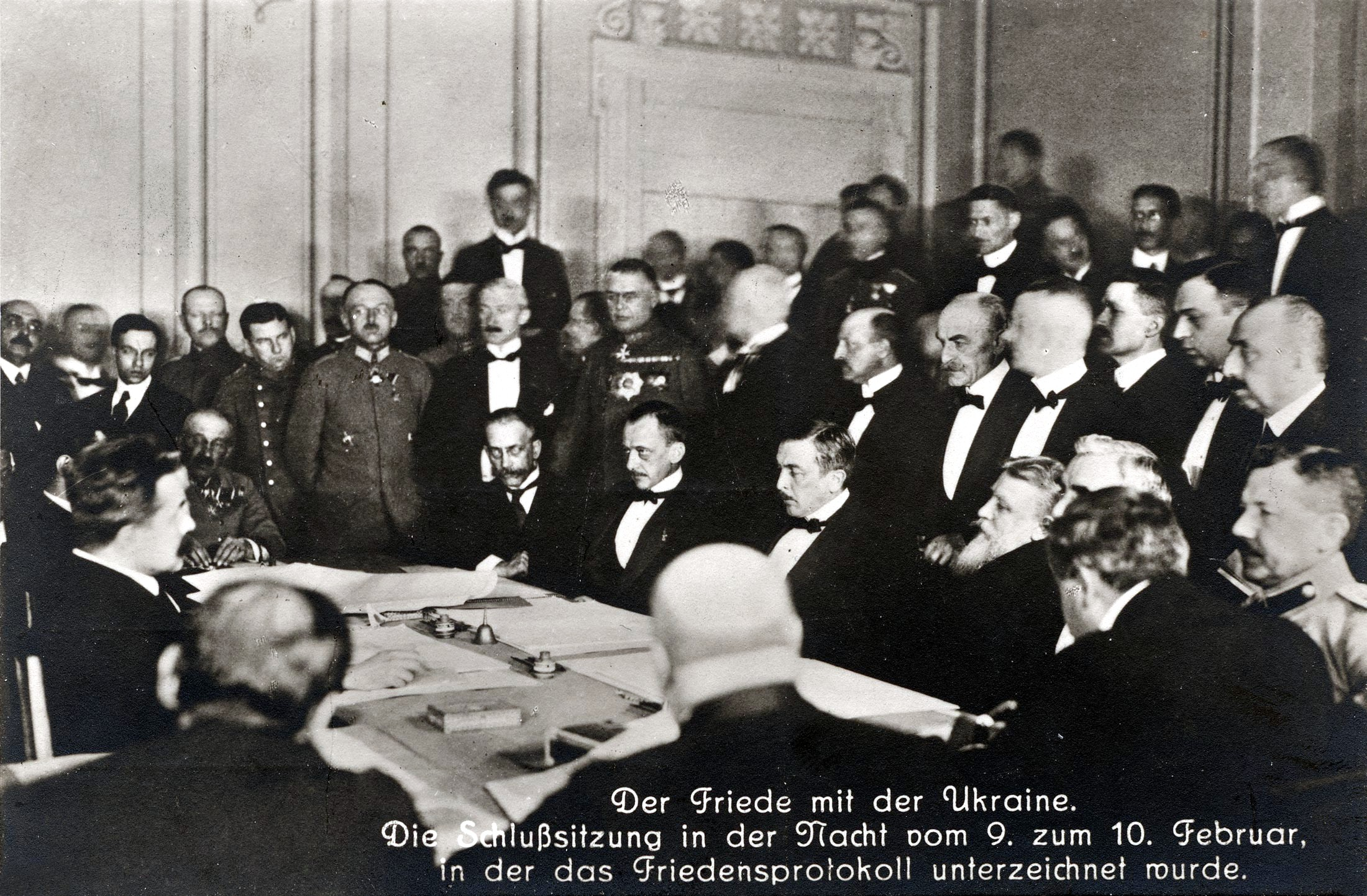
Unterzeichnung des Friedens mit der Ukraine am 9. Februar 1918

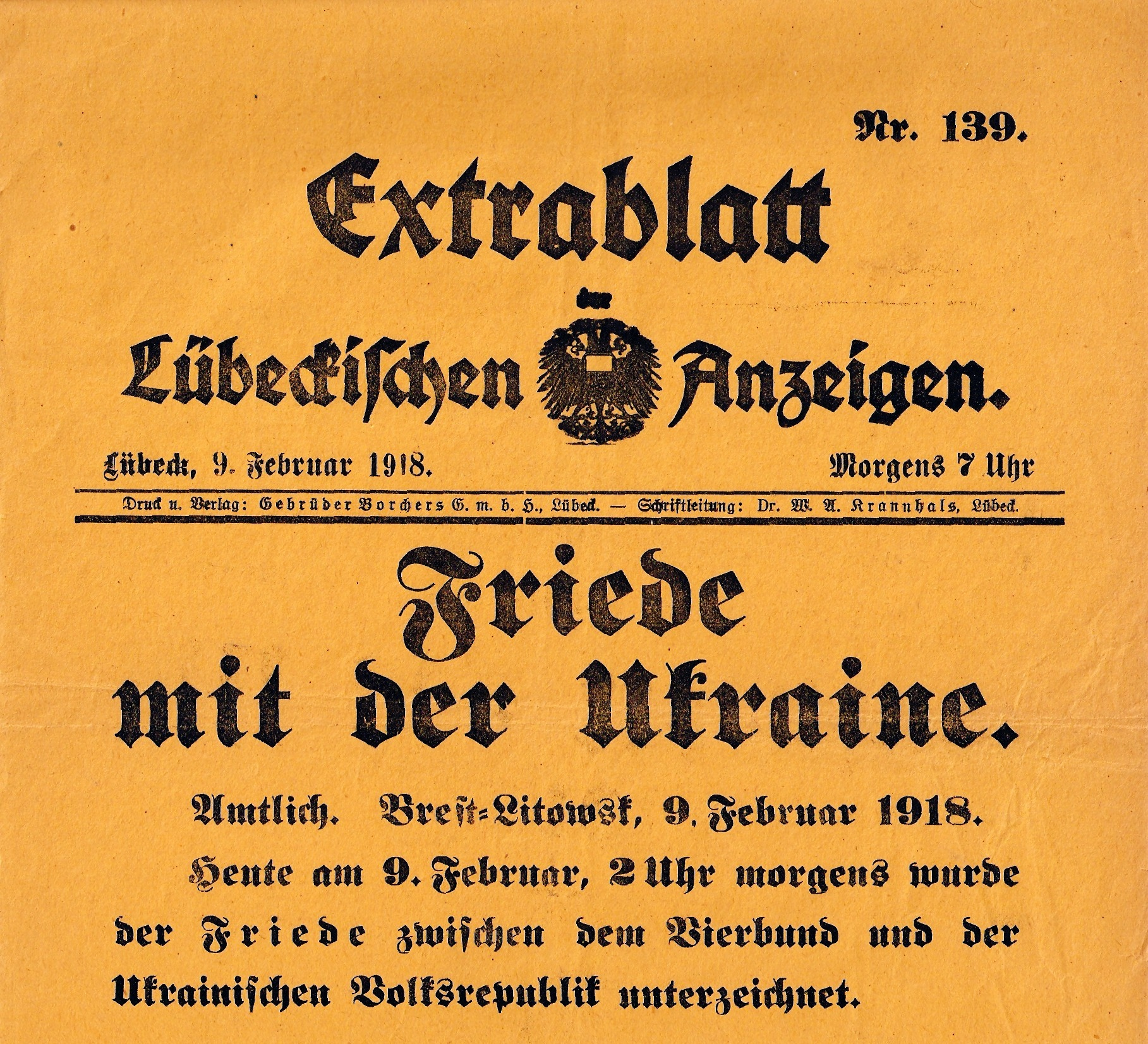
Sonderdepesche vom 9. Februar 1918

Der Brotfrieden war ein am 9. Februar 1918greg. zwischen den Mittelmächten (Deutsches Reich, Österreich-Ungarn, Bulgarien und Osmanisches Reich) einerseits und der Ukrainischen Volksrepublik andererseits geschlossener Separatfrieden während des Ersten Weltkrieges. Der Vertrag wurde in Brest-Litowsk vor dem Hintergrund der dort stattfindenden Friedensverhandlungen zwischen Sowjetrussland und den Mittelmächten geschlossen. Er brachte Deutschland und Österreich-Ungarn dringend benötigte Lebensmittellieferungen, allerdings nicht im ursprünglich erhofften Umfang. Mit dem Vertrag ist die Ukraine als unabhängiger Staat anerkannt worden.

## Ausgangslage

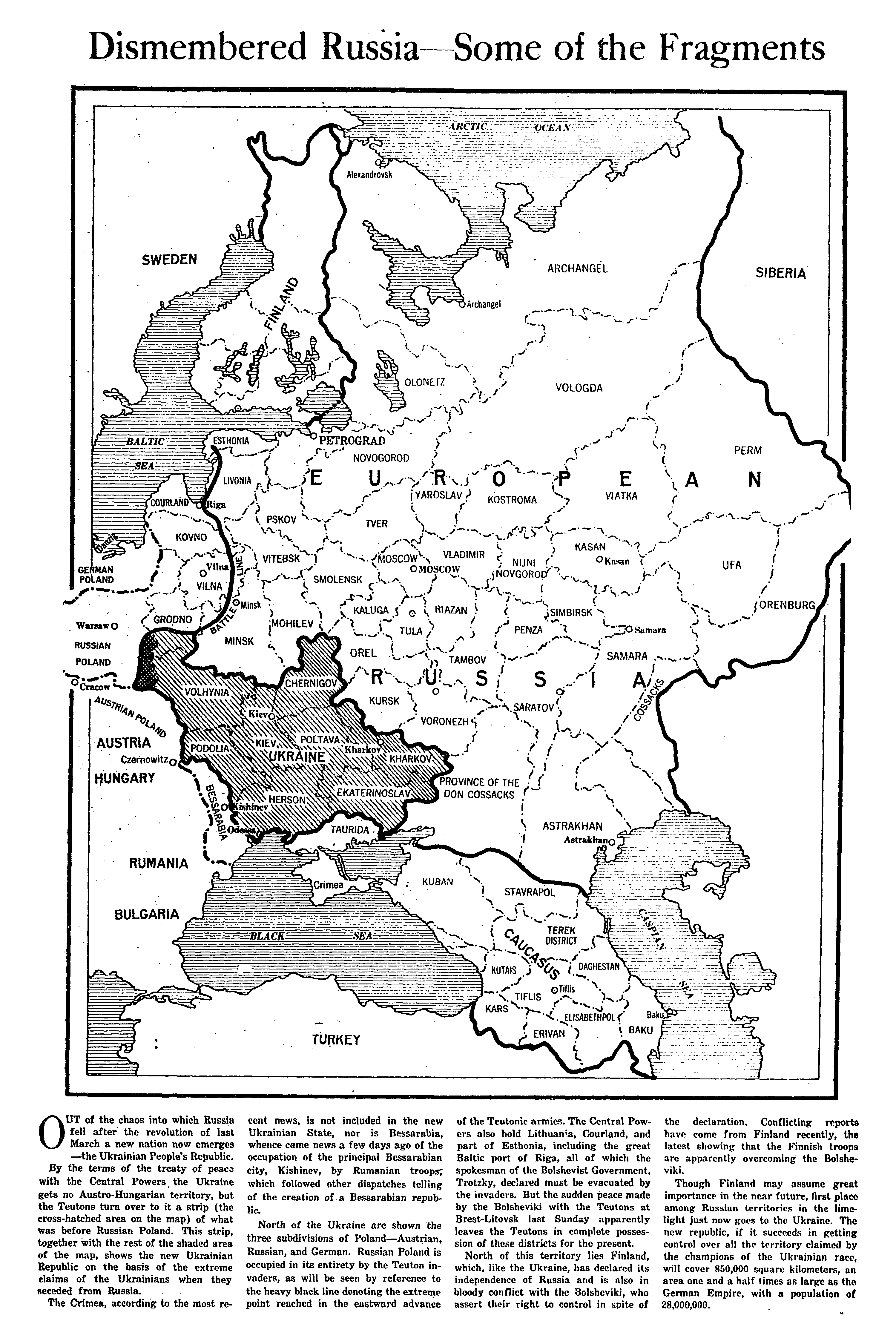
Artikel bzw. Karte der New York Times vom 17. Februar 1918 über die Auswirkungen des Brotfriedens auf den Zerfall Russlands: grau die von der Ukrainischen Volksrepublik beanspruchten Gebiete (einschließlich der Sowjetrepubliken in Charkow und Odessa), schwarz das polnische Gebiet von Cholm

Unmittelbar nach der Oktoberrevolution 1917 hatte die neue Regierung Sowjetrusslands am 8. November das „Dekret über den Frieden“ proklamiert. Die Bolschewiki wollten durch ein Ausscheiden aus dem Ersten Weltkrieg eine außenpolitische Atempause und somit Zeit für die Vorbereitung auf den drohenden Bürgerkrieg im Innern gewinnen. Am 3. Dezember begannen Sowjetrussland und das Deutsche Reich Waffenstillstandsverhandlungen, am 7. Dezember befahl die Sowjetregierung den Rückzug russischer Truppen von der Kaukasusfront gegen das Osmanische Reich und Persien, am 15. Dezember wurde ein Waffenstillstand geschlossen, und am 22. Dezember begannen Friedensverhandlungen in der Frontstadt Brest-Litowsk.
Truppen des Deutschen Reichs und Österreich-Ungarns hielten bereits weite Teile im Westen des ehemaligen Russischen Reiches militärisch besetzt (Polen, Baltikum), und in einigen unbesetzten Regionen waren bereits Gegenregierungen entstanden, die nicht mehr der sowjetrussischen Regierung in Petrograd folgten (Ukraine, Finnland, Kaukasus).
Im Kampf gegen die im Dezember 1917 vom bolschewistischen Volkskomitee der Ukraine in Charkow, Donezk, Poltawa, Jekaterinoslaw und Kriwoi Rog gebildete Sowjetrepublik (Sowjetukraine) hatte die ukrainische Zentralrada in Kiew eine Ukrainische Volksrepublik ausgerufen. Gegen diese wiederum war vom Rumtscherod im Januar 1918 auch in Odessa eine Sowjetrepublik gebildet worden, die sich mit Charkow und Petrograd verbündete. Diesen Konflikt hofften die Mittelmächte ausnutzen zu können, um einerseits Druck auf Sowjetrussland auszuüben, einem nachteiligen Friedensdiktat zustimmen zu müssen, andererseits aber auch, um die Ukraine selbst in Abhängigkeit zu bringen.
Deutsche und österreich-ungarische Interessen gegenüber der Ukraine waren jedoch nicht deckungsgleich, was wiederum deutsch-österreich-ungarische Differenzen in der Polnischen Frage zur Ursache hatte. Österreich-Ungarn favorisierte die trialistische Austropolnische Lösung unter Einbeziehung Galiziens, das Deutsche Reich hatte jedoch eigene Annexionsabsichten gegenüber Polen. Um Druck auf Österreich-Ungarn zu machen, begann der Generalstabschef der deutschen Ostfront, Max Hoffmann, am 2. Januar 1918 ohne Österreich-Ungarn Vorverhandlungen mit der Zentralrada. Gegen die Zusage deutscher Waffenhilfe boten die ukrainischen Diplomaten Lebensmittel an, verlangten jedoch von Österreich-Ungarn den Anschluss des polnischen Bezirks Cholm sowie der Bukowina und Ostgaliziens an die Ukraine. Österreich-Ungarn und seine Armee wiederum brauchten die Lebensmittellieferungen aus der Ukraine dringend, die Ernährungslage war verzweifelt. In Wien und anderen Städten brachen bereits Hungerrevolten aus, auf die dann der Jännerstreik folgte. Hoffmann stellte sich den ukrainischen Forderungen nur scheinbar entgegen. Er versprach die Abtretung Cholms, riet den Ukrainern aber hinsichtlich der Bukowina und Ostgaliziens, „nur“ deren Autonomie als ein neuzubildendes eigenes Kronland innerhalb Österreich-Ungarns zu fordern, darauf aber zu beharren. Für den österreichischen Außenminister Ottokar Czernin, der am 4. Januar dazustieß, aber auf den ukrainischen Forderungen entgegengesetzte polnische und ungarische Interessen und Gereiztheiten Rücksicht nehmen musste, gestalteten sich die Vorverhandlungen daher äußerst kompliziert. Erst am 9. Januar konnte die Friedenskonferenz beginnen.

## Verhandlungen

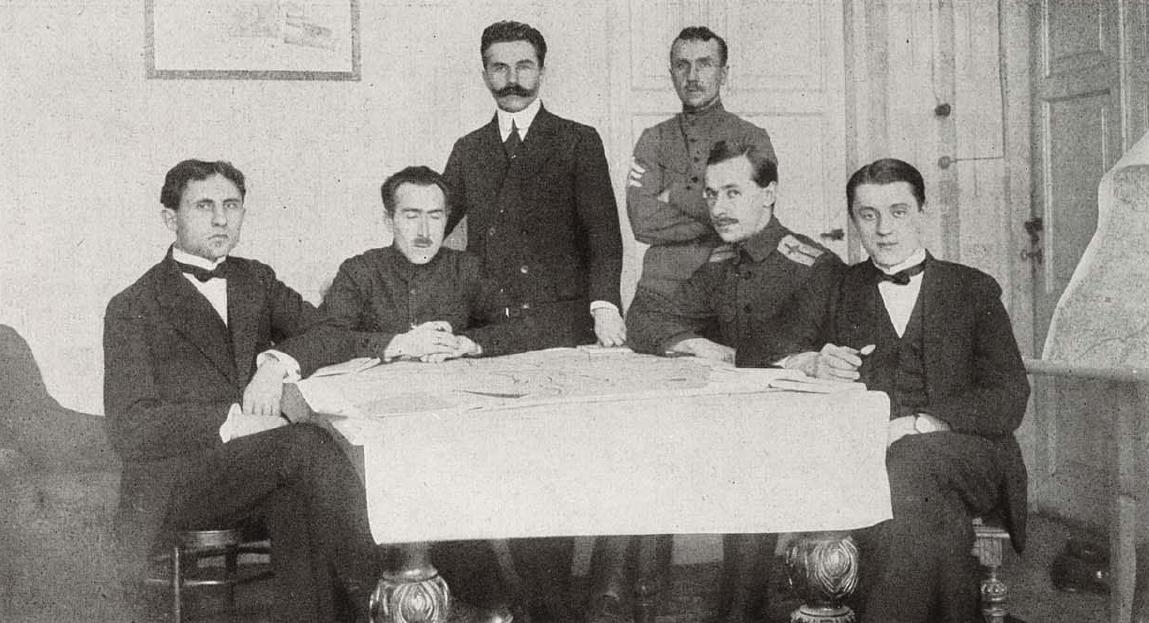
Die ukrainische Delegation in Brest-Litowsk. V. l. n. r: Mykola Ljubynskyj, Wsewolod Holubowytsch, Mykola Liwyzkyj, Lussenti, Mychailo Polos und Oleksandr Sewrjuk

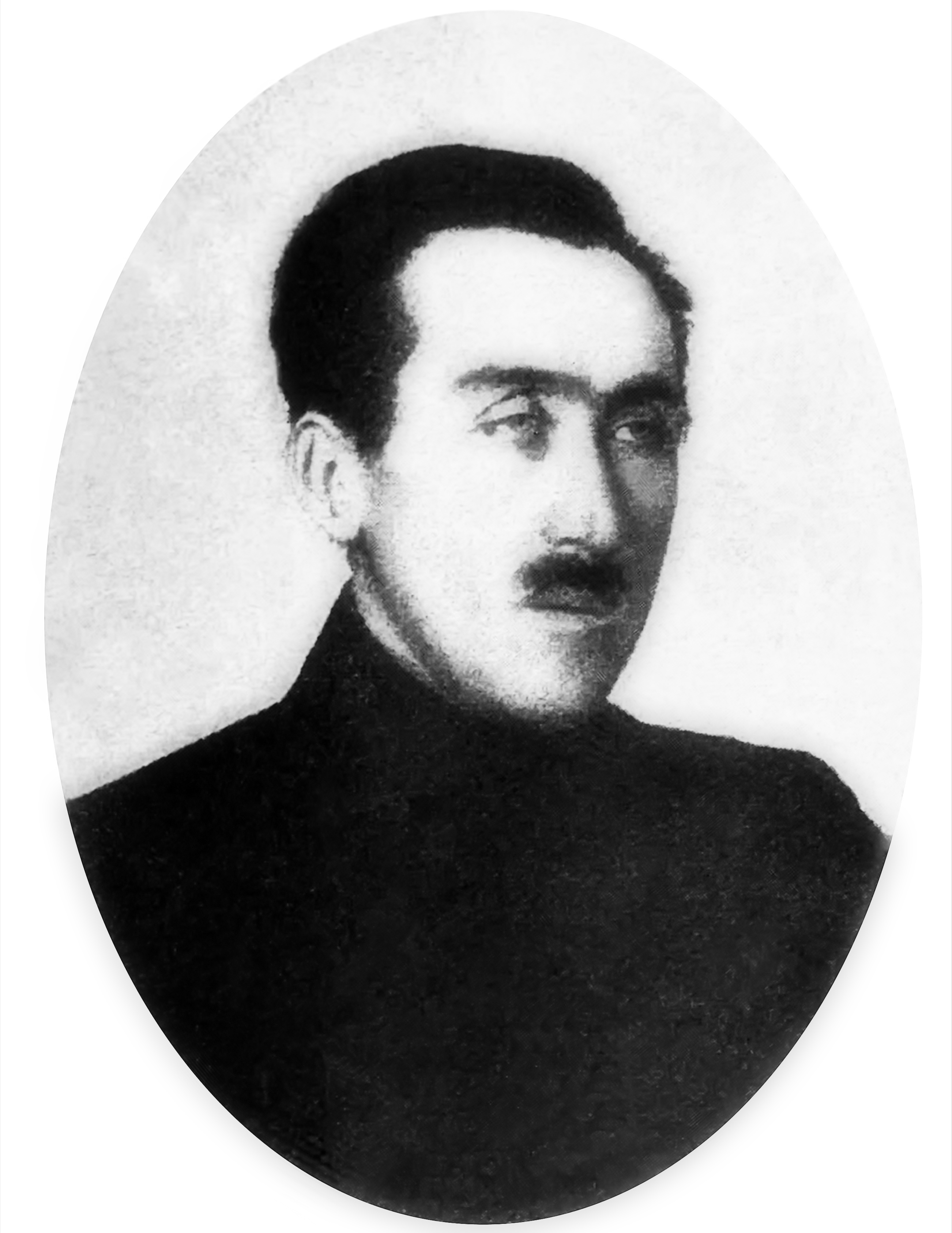
Wsewolod Holubowytsch, Vorsitzender der Zentralrada-Delegation und später Premier der Ukrainischen Volksrepublik

Nachdem am 9. Januar 1918 gemeinsame Gespräche begonnen hatten, erklärte am 10. Januar der Vorsitzende der Delegation der Zentralrada, Wsewolod Holubowytsch, dass die Sowjetregierung in Petrograd nicht auch im Namen der Ukraine Frieden schließen könne. Der sowjetrussische Verhandlungsführer Leo Trotzki stimmte daraufhin am 12. Januar zunächst einer selbstständigen ukrainischen Delegation zu, obwohl die Zentralrada zu diesem Zeitpunkt in weiten Teilen der Ukraine die Macht schon an die Bolschewiki verloren hatte.
Nach der Unterbreitung deutscher Forderungen bat am 18. Januar 1918 die sowjetrussische Seite zunächst um eine Unterbrechung. Auch die ukrainische Zentralrada-Delegation reiste am 20. Januar zwischenzeitlich nach Kiew zurück und proklamierte dort die Unabhängigkeit der Ukraine, was zu einer sowjetrussischen Intervention in den ukrainischen Bürgerkrieg führte.
Nachdem am 29. Januar die Kiewer Arsenalwerk-Revolte ausgebrochen war, erschienen am 30. Januar auch Vertreter der Sowjetukraine in Brest-Litowsk und forderten ein Teilnahmerecht. Die Mittelmächte erklärten jedoch mit Verweis auf Trotzkis Entscheidung, nur die Zentralrada als Gesprächspartner anerkannt zu haben und auch weiterhin nur mit dieser Verhandlungen zu führen. Golubowitsch jedoch, inzwischen Premierminister der sich in Auflösung befindlichen Volksrepublik, war es erst am 31. Januar gelungen, sich von Kiew nach Brest-Litowsk durchzuschlagen.
Mit Hilfe der von Österreich-Ungarn in Galizien aufgestellten Sitscher Schützen konnte die Zentralrada zwar bis zum 4. Februar die Revolte in Kiew niederschlagen, musste jedoch vor den erneut vorrückenden Bolschewiki am 8. Februar 1918 aus der ukrainischen Hauptstadt fliehen.
Das stimmte die ohnmächtige ukrainische Zentralrada-Delegation zwar nachgiebiger, doch auch für die erschöpfte deutsche Westfront und die hungernde österreichische Armee drängte die Zeit. In Berlin hatten sich bereits am 6. Februar der deutsche Außenminister Richard von Kühlmann, OHL-Chef Erich Ludendorff, Czernin und Vertreter des österreich-ungarischen Armeeoberkommandos darauf geeinigt, 24 Stunden nach Abschluss eines Separatfriedens mit der Ukraine die Delegation Sowjetrusslands ultimativ ebenfalls zu einem Vertragsabschluss aufzufordern oder die Verhandlungen abzubrechen.

## Vertragsbedingungen und Begriff „Brotfrieden“

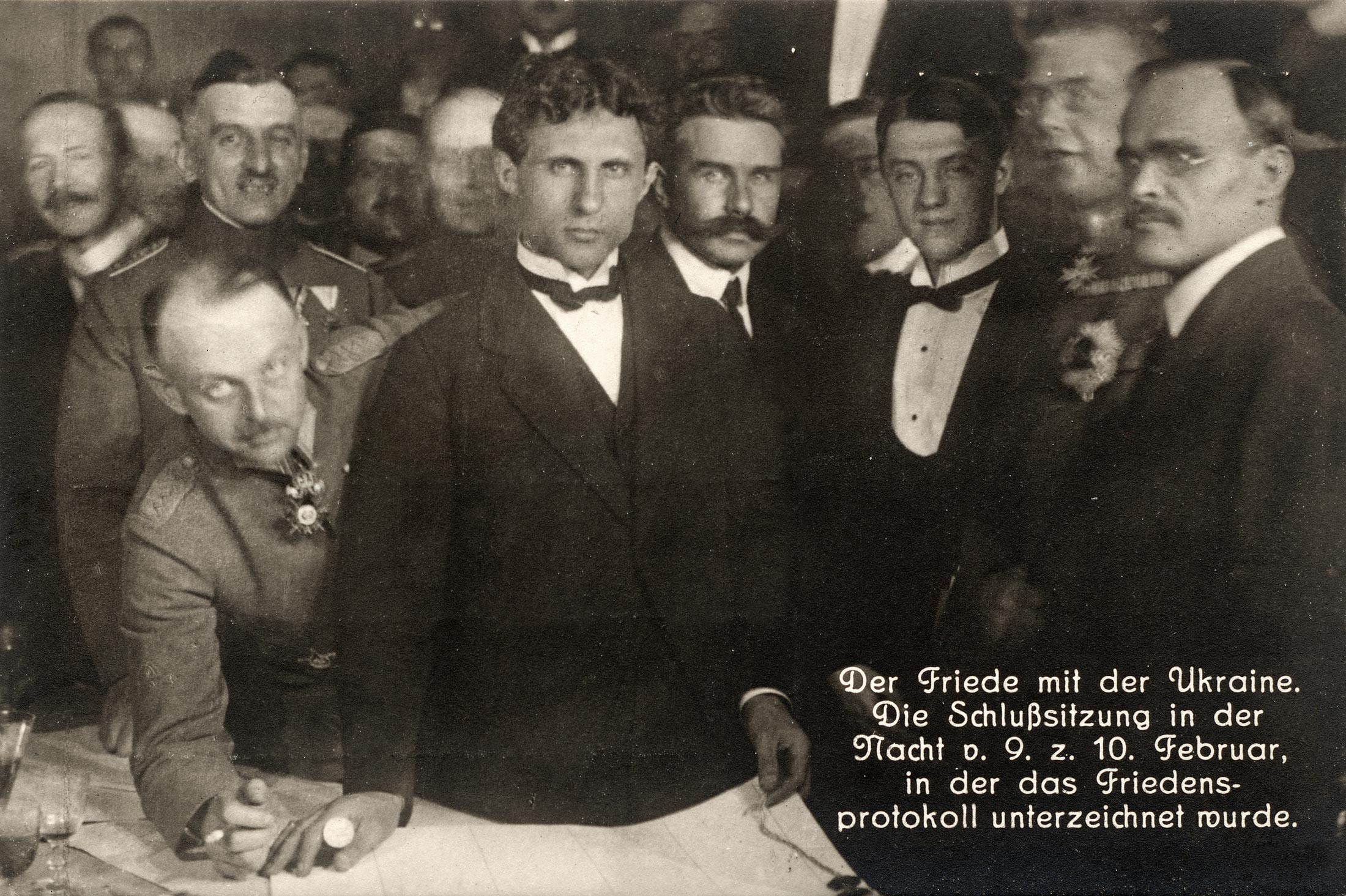
„Der Friede mit der Ukraine“, Postkarte aus dem Jahr 1918

Vertraglich festgehalten wurde schließlich, dass das Deutsche Reich und Österreich-Ungarn von der Ukrainischen Volksrepublik bis zum 31. Juli 1918 fast 1 Million Tonnen (60 Millionen Pud) Getreide, 400 Mio. Eier und 50.000 Tonnen Rinder (Lebendgewicht) erhalten sollte, sowie Speck, Zucker, Flachs, Hanf, Manganerze u. a. m. Im Gegenzug sollten deutsche und österreich-ungarische Truppen der Ukrainischen Volksrepublik militärischen Beistand leisten.
Der Bezirk Cholm wurde der Ukraine zugesprochen.
Die Vereinbarung, dass bis zum 31. Juli 1918 Ostgalizien innerhalb Österreich-Ungarns als ein ukrainisches Staatswesen (Kronland) Autonomie erhalten sollte, wurde in einen geheimen Zusatzartikel verpackt.
Die Bezeichnung „Brotfrieden“, die Czernin prägte, geht auf eine Rede des Wiener Bürgermeisters Richard Weiskirchner bei der Rückkehr Czernins aus Brest am 13. Februar 1918 zurück: „Sie bringen uns den Brotfrieden des Ostens …“. Der heute geläufige Begriff „Brotfrieden“ ist insofern irreführend, als er nahelegt, es habe sich um eine Erpressung ukrainischen Getreides für die Heimatfront der Mittelmächte gehandelt. In Wirklichkeit war er ein bilateraler Vertrag, der als Erfolg der existenziell gefährdeten Zentralna Rada in dem fragilen ukrainischen Staat gewertet werden kann.

## Folgen

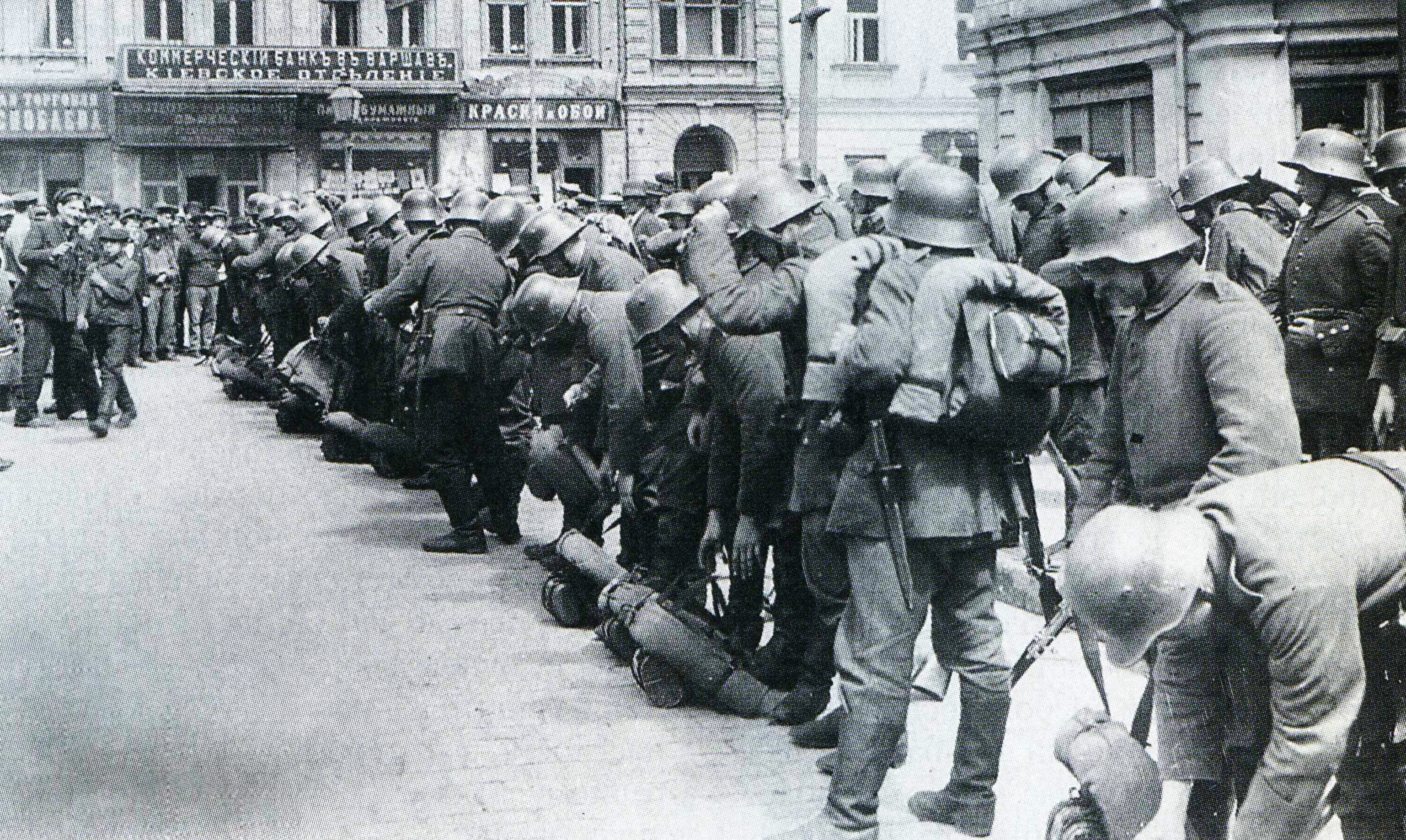
Deutsche Truppen in Kiew (März 1918)

Obwohl Czernin der Delegation Sowjetrusslands versichert hatte, dass der mit der Ukraine geschlossene Separatfrieden kein feindlicher Akt gegen Sowjetrussland sei, wurde diesem am 10. Februar 1918 das vereinbarte deutsch-österreichische Ultimatum vorgelegt. Nach dessen Verstreichen begannen die Mittelmächte am 18. Februar eine als Operation Faustschlag bezeichnete Offensive mit 500.000 Mann. Deutsch-österreichische Truppen besetzten die Ukraine. Im Norden rückten deutsche Truppen gegen Petrograd vor. Erst am 23. Februar konnte die nach dem Auseinanderbrechen der Russischen Armee eilig aufgestellte Rote Armee den deutschen Vormarsch bei Pskow begrenzt stoppen. Nach dem Fall von Schytomyr in der Ukraine nahm die Sowjetregierung das Ultimatum am Folgetag schließlich an. In der Ukraine setzten deutsch-österreichische Truppen jedoch ihre Offensive fort und deutsche Truppen eroberten am 1. März 1918 Kiew. Am selben Tag wurden die Verhandlungen zwischen den Mittelmächten und Sowjetrussland wieder aufgenommen, und am 3. März 1918 wurde schließlich der Friedensvertrag von Brest-Litowsk geschlossen. Mit diesem Vertrag musste auch Sowjetrussland die Ukrainische Volksrepublik offiziell anerkennen und die Unterstützung der Sowjetukraine einstellen. Österreichische Truppen konnten daraufhin am 12. März Odessa und am 4. April Jekaterinoslaw erobern, deutsche Truppen am 19. März Donezk und Kriwoi Rog, am 30. März Poltawa und schließlich am 8. April auch Charkow.
Österreich hoffte, in der Ukraine von Deutschland nicht völlig beiseitegestoßen zu werden, sodass es der Ukraine möglich wäre, ihre Ziele im Osten zu verfolgen. Immerhin waren 250.000 Mann der k.u.k. Ostarmee in die Ukraine eingerückt, um den „Brotfrieden“ zu exekutieren.
Bereits unmittelbar nach Vertragsabschluss war der Ministerrat des Regentschaftskönigreichs Polen aus Protest gegen die Abtretung Cholms zurückgetreten, in Warschau brach ein politischer Generalstreik gegen die Mittelmächte aus. Der „Brotfrieden“ mit der Ukraine trug somit wesentlich zur Entfremdung der Polen von den Mittelmächten bei, mit denen sie zuvor gemeinsam gegen Russland und die Entente gekämpft hatten. Auch in der Ukraine wuchs der von Partisanen organisierte Widerstand gegen die deutsch-österreichische Besetzung.
Am 28. April 1918 verhaftete die deutsche Militärverwaltung in Kiew Premierminister Golubowitsch, löste die Zentralrada und damit die Ukrainische Volksrepublik auf und setzte Pawlo Skoropadskyj als Hetman des Ukrainischen Staats ein. Dennoch gelang es den Besatzungstruppen und ihren ukrainischen Verbündeten nicht, die vereinbarten Nahrungslieferungen einzutreiben. Es wurden bis November 1918 nur etwa 120.000 Tonnen Getreide an die Mittelmächte geliefert. Die Gründe für die zu geringen Lieferungen waren die zu hohen Schätzungen der Mittelmächte und die chaotischen inneren Verhältnisse der Ukraine.
Das vereinbarte autonome ukrainische Kronland Ostgalizien-Bukowina wurde daher nicht errichtet. Dabei war die Vereinbarung über die Teilung Galiziens von österreichischer Seite aus durchaus nicht widerwillig und nur im Bestreben, den „Brotfrieden“ abzuschließen, zugestanden worden, sondern entsprach der von Ministerpräsident Stürgkh jahrelang angestrebten austropolnischen Lösung. Unter polnischem Druck und mit Verweis auf die nicht eingehaltenen Liefermengen an Lebensmitteln kündigte Österreich-Ungarn am 4. Juli 1918 den entsprechenden Geheimartikel. Stattdessen wurde nach dem Sturz der Habsburger Monarchie im November 1918 in Ostgalizien die West-Ukrainische Volksrepublik gegründet, doch schon im Mai 1919 befand sich auch Ostgalizien in polnischer Hand, in den Pariser Friedensverträgen von 1919 wurde ganz Galizien Polen zugesprochen. Um die Polen als Verbündete gegen die Bolschewiki zu gewinnen, verzichtete die Ukrainische Volksrepublik 1920 auf Ostgalizien, woraufhin sich die ukrainische Bevölkerung Galiziens gegen Kiew erhob und sich der von den Bolschewiki in Charkow neugegründeten Ukrainischen Sowjetrepublik anschloss. Im Frieden von Riga mussten Sowjetrussland und die Sowjetukraine 1921 jedoch Ostgalizien an Polen abtreten.